# Francisco Nicolau Pous
Francesc Nicolau Pous (Molins de Rey, Barcelona; 24 de agosto de 1930) es un sacerdote, matemático, profesor universitario y divulgador científico español.

## Estudios
Ingresó a los 11 años en el Seminario menor de Barcelona, fue alumno de José Ramón Bataller y Calatayud. Siguió los estudios eclesiásticos en el Seminario Conciliar de Barcelona de 1943 a 1950. Es licenciado en Sagrada Teología por la Pontificia Universidad Gregoriana de Roma, en la que estudió de 1950 al 1954. También es licenciado en Ciencias exactas por la Universidad de Barcelona (1954-1959), donde se especializó en Astronomía.
Conoce 14 idiomas (catalán, español, latín, griego bíblico, hebreo, italiano, francés, inglés, alemán, portugués, esperanto, nociones de euskera, ruso...).
Sus especialidades son la Astronomía y el evolucionismo.

## Labor docente
Fue profesor de Matemáticas, Lógica, Griego bíblico, Filosofía de la Naturaleza y de Cuestiones científicas relacionadas con la Filosofía, primero en el Seminario Conciliar de Barcelona y después en la Facultad de Filosofía y Teología de la Universidad Ramon Llull de Barcelona de 1956 a 2004. Fue profesor de Didáctica de la Matemática en la Escuela Normal de la Iglesia de 1962 a 1969.
En el Seminario menor de Barcelona fue profesor de Matemáticas, Física, Griego, Filosofía y Ciencias naturales desde 1959 hasta el cierre de esta institución en 1998. También fue profesor de Matemáticas en el Colegio Montserrat de Barcelona desde 1967.
Destaca sobre todo su obra científica divulgativa. Desde hace muchos años tiene lugar en revistas infantiles como Cavall Fort (donde siempre escribió en lengua catalana), religioses como Catalunya Cristiana, Teologia avui, Temes d'avui y otras como Va i Ve (San Feliú de Llobregat), y desde 2001 en conferencias en el Museo geológico del Seminario de Barcelona, del cual es subdirector desde 1992.

## Ministerio sacerdotal
Fue ordenado sacerdote en Roma el 1954 por el futuro cardenal Amleto Giovanni Cicognani. Perteneciente a la archidiócesis de Barcelona, colaboró en la parroquia de San Lorenzo de San Feliú de Llobregat antes de que esta se convirtiese en sede episcopal independiente. Ha sido consiliario diocesano de las jóvenes de Acción Católica (1960-1969), capellán del Colegio Montserrat de las Religiosas de Natzaret (Vallvidrera) y confesor de diferentes comunidades religiosas y escuelas.

## Obras
Algunos de sus artículos han sido recogidos en varios libros.
- La teoría del indeterminismo en la Física actual. Oración inaugural del curso académico 1965-1966. Seminario Conciliar de Barcelona. Barcelona, 1965.
- Viatge per la història de l'astronomia  con J. M. Madorell. Edicions La Galera. Barcelona, 1977 (ISBN 84-246-0005-3)
- L'evolucionisme, avui. Edicions Terra Nostra, S.A. Barcelona, 1984 (ISBN 84-86255-00-1) (Prólogo: Josep-Maria Via Taltavull)
- Origen i estructura de l'univers. Edicions Terra Nostra, S.A. Barcelona, 1985. (ISBN 84-86355-01-X)
- La constitució de la matèria. Dels quatre elements als quarks. Edicions Terra nostra, S.A. Barcelona, 1986. (ISBN 84-86355-04-4) (Prólogo: Josep Gassiot Llorens)
- El Dr. Almera i la seva escola de Geologia. Edicions Terra nostra, S.A. Barcelona, 1986 (ISBN 84-86355-07-9) con Joan Valls i Juliá. (Prólogo: de Salvador Reguant)
- La cèl.lula i la reproducció dels éssers vius. Fundació Catalunya cristiana. Barcelona, 1987 (ISBN 84-398-9992-0) (Prólogo: Alfred Rubio de Castarlenas)
- El cervell i l'ànima humana. Fundació Catalunya cristiana. Barcelona, 1990 (ISBN 84-404-5307-8)
- Ciències físiques i Filosofia de la naturalesa. Fundació Catalunya cristiana. Barcelona, 1991 (ISBN 84-86355-08-7) (Prólogo: David Jou)
- Els astres i l'astrofísica. I. El sistema solar. Fundació Catalunya cristiana. Barcelona, 1992 (ISBN 84-86355-10-9) (Prólogo: Dr. Josep Codina i Vidal)
- Els astres i l'astrofísica. II. Estrelles i galàxies. Fundació Catalunya cristiana. Barcelona, 1993 (ISBN 84-86355-12-5)
- Els elements que composen el cosmos. Editorial Claret. Barcelona, 1995 (ISBN 84-8297-009-7) (Prólogo: Miquel Gassiot i Matas)
- El planeta terra i la seva història. Editorial Claret. Barcelona, 1997. (ISBN 84-8297-215-4) (Prólogo: Sebastià Calzada i Badia)
- L'electricitat i els homes que l'han investigada. Editorial Claret, 2000 (ISBN 84-8297-419-X) (Prólogo: Josep-M. Codina i Vidal)
- La matemàtica i els matemàtics. Editorial Claret. Barcelona, 2002 (ISBN 84-8297-474-2) (Prólogo: Josep Vaquer i Timoner)
- Església i ciència al llarga de la història. Editorial Claret. Barcelona, 2002 (ISBN 84-8297-584-6) (Prólogo: Josep-Maria Martí i Bonet)
- Origen de la vida. Implicacions filosòfiques. Lliçó inaugural del curs acadèmic 2002-2003. Facultat de Teologia de Catalunya i Facultat eclesiàstica de Filosofia de Catalunya. Barcelona, 2002 (ISBN
- Teories evolucionistes i ciència de l'evolució. Editorial Claret. Barcelona, 2003. (ISBN 84-8297-673-7) (Prólogo: Josep-Maria Via i Taltavull)
- El progrés de la medicina. Editorial Claret. Barcelona, 2005. (ISBN 84-8297-817-9) (Prólogo: Dr. Josep-Maria Forcada i Casanovas)
- L'astronomia en la seva història. Editorial Claret. Barcelona, 2005. (ISBN 84-8297-867-5)
- Panorama actual de la paleontología. Editorial Claret. Barcelona, 2007. (ISBN 978-84-8297-993-9) (Prólogo: Antoni Riera i Bagué)
- Cosmologies actuals i fe cristiana. Editorial Claret. Barcelona, 2008. (ISBN 978-84-9846-232-6)
- La intimitat de la matèria. Editorial Claret. Barcelona, 2010 (ISBN 978-84-9846-383-5)
- L'univers de les galàxies. Editorial Claret. Barcelona, 2011 (ISBN 978-84-9846-443-6)
- Certeses científiques i fe cristiana. Barcelona, Editorial Claret, 2012. ISBN 978-84-9846-673-7
- Qüestions fonamentals plantejades per la biologia actual. Barcelona, Editorial Claret, 2013. ISBN 978-84-9846-770-3

Además escribió cinco biografías de sacerdotes para el Diccionari d'Història Eclesiàstica de Catalunya, que publica la Editorial Claret.